# Nina Wassiljewna Wolens
Nina Wassiljewna (Wilhelmowna) Wolens (russisch Нина Васильевна (Вильгельмовна) Воленс; * 1893 in St. Petersburg; † 4. September 1937 in Jaroslawl) war eine russische bzw. sowjetische Ökonomin.

## Leben
Wolens studierte in St. Petersburg in den Höheren Bestuschew-Kursen für Frauen und lehrte dort im Ersten Weltkrieg ab 1915 Politische Ökonomie bis 1918 nach der Oktoberrevolution.
Darauf führte Wolens für das Forschungsinstitut für Studien des Nordens eine wirtschaftsstatistische Untersuchung des Wirtschaftslebens der Kolonisten des Murmans (nordöstlicher Küstenstreifen der Halbinsel Kola) durch. Ab 1925 war sie Mitarbeiterin der Jakutischen Kommission der Akademie der Wissenschaften der UdSSR. Ihre Studie über die Wirtschaftsordnung Jakutiens erschien 1927. Der Bote des Bauernrusslands, der 1923–1933 in Prag und Berlin herausgegeben wurde, druckte 1925 ihren Aufsatz über das moderne Erscheinungsbild der Intelligenz.
Am 13. Juni 1928 wurde Wolens im Zusammenhang mit dem Prozess gegen eine ausländische konterrevolutionäre Organisation Bauernrussland und eine Arbeiterbauernpartei mit Anderen verhaftet und am 10. April 1929 von einem OGPU-Kollegium nach Artikel 58 des Strafgesetzbuches der RSFSR zu 10 Jahren Lagerhaft verurteilt. Während des Großen Terrors kam sie ins Gefängnis Jaroslawl. Dort wurde sie wegen konterrevolutionärer Propaganda, Beteiligung an einer illegalen Häftlingszeitschrift und Hungerstreiks am 3. September 1937 zur Höchststrafe verurteilt und am 4. September 1937 in Jaroslawl erschossen. Die Rehabilitierung bezüglich des Verfahrens 1937 erfolgte am 2. August 1989 und bezüglich des Verfahrens 1928 durch die Staatsanwaltschaft St. Petersburg nach dem 18. Dezember 1991.